# MM!
MM! (えむえむっ! Emu Emu!?) es una serie de novelas ligeras japonesas, escritas por Matsuno Akinari e ilustradas por QP:flapper. Hasta marzo de 2010, han sido publicados nueve volúmenes por Media Factory bajo su sello MF Bunko J. La compañía taiwanesa Tong Li Publishing ha publicado las novelas bajo el título alternativo "MM Yi Zu" (MM一族). Una adaptación a manga ilustrada por Hyoju Issei fue serializada en la revista seinen Monthly Comic Alive el 26 de julio de 2008.  Un Drama CD fue lanzado por parte de Edge Records el 24 de marzo de 2010 y su primera edición limitada incluía un CD bonus. La adaptación a anime fue producida por Xebec, y comenzó a transmitirse el 2 de octubre de 2010 a través del canal AT-X, aunque un "pre-estreno" fue lanzado el 26 de septiembre. También se creó un Twitter con el nombre de la protagonista Mio Isurugi el 27 de marzo de 2010.

## Argumento
Cuando Taro Sadou fue golpeado en secundaria por una compañera frente a todos en su salón, el shock y la humillación lo hicieron desarrollar como protección una crisis compulsiva de masoquismo que lo convirtió en un paria frente a los demás estudiantes, ya que comenzaron a verlo con desprecio y rechazo.
Ya en preparatoria, para curar su cuerpo y confesar su amor a Shiori Hime; una misteriosa chica de la cual no sabe nada, salvo que siempre compra en la tienda donde Tarou trabaja; se une al Club de voluntarios del cual había escuchado cumplían cualquier deseo que los estudiantes tuviesen. Ahí entra en contacto con Mio Isurugi, chica de gran belleza y un abrumador Complejo de superioridad, así como Arashiko Yuno, quien parece ser la causa verdadera por la que padece esta "condición". Tarou empieza su lucha por curar su masoquismo aunque le será muy difícil debido a que estando en el club de Voluntariado estará rodeado de varias chicas que se sienten atraías por él, pero por los malentendidos y fetiches que ellas mismas poseen suelen golpearlo continuamente.

## Personajes
Tarou Sado (砂戸 太郎 Sado Tarō?)
Seiyû: Chihiro Suzuki (CD drama), Jun Fukuyama (anime)
Fetiche: Masoquismo
Tarou es el protagonista de la historia, es un masoquista y apodado chico MM! dando así el nombre al anime, este complejo se desencadenó en secundaria, cuando intentó hablar con Yuuno, siendo golpeado por ella y desencadenando así su primera crisis frente a sus compañeros, lo que le valió ser visto con desprecio por ellos hasta entrar a preparatoria. Es un muchacho de buen corazón pero con una increíble energía pervertida, por ello aunque detesta el masoquismo e intenta con todas su fuerzas evitarlo, sus ataques son más fuertes que su voluntad. Aun así siempre hace todo lo posible para ayudar a sus amigos, incluso si eso lo pone en peligro, ya que aprovecha la gran resistencia al dolor que ha adquirido. Ingresa al club de voluntariado esperando curar su masoquismo, conforme avanza la serie este va empeorando y empieza a gustarle que las chicas abusen de él física, psicológica e indirectamente. Su primer beso fue con Mio aunque de manera accidental.
Mio Isurugi (石動 美緒 Isurugi Mio?)
Seiyû: Chihiro Ishiguro (CD drama), Ayana Taketatsu (anime)
Fetiche: Sadismo
Mio es la dominatriz de Tarou. Ella es una chica linda además de ser la presidenta del Segundo Club de Voluntarios y tener personalidad tsundere y fobia a los gatos. Es violenta con Tarou debido a que es una sádica, a pesar de ello en el fondo quiere hacer feliz a la gente concediendo sus deseos, ya que desde que recuerda ha vivido en la soledad, por lo que sabe lo que es no sentirse feliz y su meta es evitar que otros experimenten esto. Aunque también niega rotundamente el hecho de ser sádica porque simplemente no se da cuenta de ello y está convencida de ser una chica normal. Suele vestir diversos cosplay para complacer a la enfermera Michiru y siempre lleva con ella un bate adornado con una cinta. A pesar de tratar mal a Tarou, está enamorada de él (cosa que se ve en el episodio N'4, y su primer beso fue con él).
Arashiko Yuuno (結野 嵐子 Yūno Arashiko?)
Seiyû: Yui Horie (CD drama), Saori Hayami (anime)
Trastorno: Androfobia
Arashiko es compañera de Taro desde secundaria y sufre de androfobia, golpeando a cualquier hombre que la toque (según ella, es golpear antes de ser golpeada). Fue quien convirtió a Tarou en masoquista en secundaria, dándole una bofetada cuando este se le acercara demasiado.
Su trauma comenzó cuando se negó a intimar con su novio de secundaria y este le dio una golpiza en desquite. A pesar de su fobia, su sueño es casarse y tener una familia con su verdadero amor, después que Tarou la defendiera de Yoshioka, su exnovio, se enamora de él y empieza a sentirse segura cuando está a su lado.
Tatsukichi Hayama (葉山 辰吉 Hayama Tatsukichi?)
Seiyû: Rina Satō
Fetiche: Travestismo
Hayama es compañero de Tarou, además de su mejor amigo y compañero de estudios desde secundaria, fue la única persona que tras ver su primera crisis no solo no lo despreció, sino que también lo defendía del resto de estudiantes, cosa por la que Tarou le guarda gratitud y lealtad incondicional. Se divierte transvistiéndose, pero si es halagado mientras lleva ropa femenina se transforma en su alter ego Shihori y actúa como una dama de la nobleza con un complejo de superioridad más grande que el de Mio. Originalmente Hayama se vestía en secreto como Shiori y salía a pasear de noche para no ser reconocido, en una de estas ocasions fue visto por Tarou, quien no lo reconoció y se enamoró, siendo esto lo que le inspirara a tratar de curarse uniéndose al Club de Voluntarios. Tras lograr encararla comprendería la verdad, pero apoyaría a su amigo, lo que le dio la confianza a Hayama de unirse al Club y ser más abierto como Shiori.
Michiru Onigawara (鬼瓦 みちる Onigawara Michiru?)
Seiyû: Houko Kuwashima (CD drama), Rie Tanaka (anime)
Fetiche: Cosplay y Fotovoyeurismo
Onigawara es una enfermera de la escuela de Taro que disfruta de hacer que la gente realice cosplay. Ella es algo así como un sádico y tiene una estrecha relación con Mio, hasta el punto de que Mio llama "Michiru-nee". Demuestra que disfruta tomar fotos de chicas bonitas, especialmente cuando están vestidas con trajes que creó para ellas. También sabe que Mio, Arashiko y Noa tienen sentimientos por Taro y por lo general coloca competiciones donde él está como premio.
Shizuka Sado (砂戸 静香 Sado Shizuka?)
Seiyû: Kana Asumi
Fetiche: Incesto
Shizuka es la hermana mayor de Taro, a pesar de su baja estatura es universitaria. Ella ama incestuosamente a su hermano, por lo que discute con su madre bajo la idea de cual de las dos tiene derecho sobre él.
Tomoko Sado (砂戸 智子 Sado Tomoko?)
Seiyû: Sayaka Ohara
Fetiche: Incesto
Tomoko es la madre de Taro y Shizuka. Ella ama incestuosamente a su hijo y compite contra su hija por el amor de este, aunque Tarou evita a ambas ya que solo las ve como familia.
Nanaha Sado (砂戸 七葉 Sado Nanaha?)
Nanaha es la prima de Taro, y a veces se mete a su habitación. Según la ley de Japón los primos pueden casarse, por lo que Nanaha es odiada por Shizuka y Tomoko.
Yumi Mamiya (間宮 由美 Mamiya Yumi?)
Seiyû: Yuko Gibu
Fetiche: Yuri y Masajismo erótico
Yumi es la exnovia de Tatsukichi y la mejor amiga de Yuuno con quien se porta posesiva y sobreprotectora, por ello odia a Tarou creyendo que no será un novio a la altura de la muchacha. Es una experta dando masajes, pues cualquiera que recibe un masaje se siente bien y pierde la habilidad de pensar racionalmente. Tiene el hábito de masajear a las chicas lindas y cuando lo hace llega a parecer una escena yuri aunque en realidad ama a Tatsukichi y ha intentado declararle su amor en repetidas ocasiones.
Noa Hiiragi (柊 ノア Hiiragi Noa?)
Seiyû: Sayuri Yahagi
Fetiche: Lolita
Noa es una chica genio, con un IQ de más de 200. Presidenta del club de inventos, es famosa por meterse en problemas (casi tanto como Mio).
Tiene un carácter y un cuerpo loli además de hablar en tercera persona como niña pequeña ya que piensa que de esta forma podrá manipular a los hombres como desee. Desde pequeña ha sido solitaria, ya que su gran intelecto le permite crear con facilidad experimentos, fórmulas y dispositivos que están fuera del alcance de la ciencia actual; por ello los adultos nunca le permitieron tener una infancia normal ni acercarse a otros niños ya que deseaban aprovechar al máximo sus habilidades a la vez que, encantados por su aspecto infantil, se ponían a su servicio y la consentían.
Se enamora de Tarou luego de que este evita que unos de sus experimentos haga enloquecer la ciudad y le promete ser su primer amigo verdadero.
Yukinojo Himura (日村 雪之丞 Himura Yukinojô?)
Seiyû: Tsubasa Yonaga
Fetiche: Lolicon
Es el asistente lolicon de Noa, suele coleccionar fotos y objetos personales de niñas asegurando que solo lo hace por placer artístico.
Está enamorado de Noa por lo que le molesta la atención que ella le dedica a Tarou, gracias a los inventos de Noa puede usar su energía pervertida como fuente de poder para dispositivos que le dan poderes, cosa que según la joven usa cuando ella utiliza una fórmula que la hace adoptar una forma madura ya que esto lo molesta hasta enloquecer; sin embargo esto no ha representado un problema, ya que es detenido por Tarou usando tecnología similar, ya que gracias a su masoquismo produce un poder con creces mayor al del fetiche Loli de Himura.
Gerente Domyoji (道明寺 店長 Domyouji Tenchô?)
Seiyû: Tomokazu Sugita
Fetiche: 2-D Girls
Jefe de la tienda donde trabaja Taro después de la escuela, es un hombre apuesto y de presencia encantadora, por lo que hay muchas mujeres y muchachas interesadas en él. A pesar de su apariencia, es un otaku que prefiere a los personajes en 2-D que a las personas, por ello no muestra el más vago interés en las chicas reales y suele cargar una almohada con forma de una chica de anime que asegura es su novia.
Kirino Ayasegawa (綾瀬川 キリノ Ayasegawa Kirino?)
Seiyû: Ryoko Shiraishi
Fetiche: Acoso
Es una chica con gafas, es Presidenta del Comité Estudiantil y del disuelto MFC (Club de Fans de Mio-sama), el cual se dividía entre quienes querían matar a Tarou por acercarse a Mio y quienes deseaban verlos como pareja, cosa que se prolongó hasta que Mio y Kirino disolvieron el club.

## Anime
| Director                         | Tsuyoshi Nagasawa     |
| Composición y guion              | Rie Koshika           |
| Dirección artística              | Keito Watanabe        |
| Animación y diseño de personajes | QP:flapper            |
| Diseño del color                 | &knbsp;Tamae Matsuoka |
| Edición                          | Yoshiki Ushiroda      |
| Dirección de sonido              | Takeshi Takadera      |
| Efectos de sonido                | Toshiya Wada          |
| Grabación                        | Takashi Enomoto       |
| Música                           | Yoshiyuki Ito         |

La adaptación a serie de anime fue producida por el estudio Xebec, y comenzó a transmitirse el 2 de octubre de 2010 a través del canal AT-X, aunque un "pre-estreno" fue lanzado el 26 de septiembre. La serie cuenta con 12 capítulos, y con dos temas de apertura y uno de cierre.